# Мніхус
Мніхус (пол. Mnichus, нім. Münchhausen) — село в Польщі, у гміні Озімек Опольського повіту Опольського воєводства.
Населення — 151 особа (2011).

## Демографія
Демографічна структура станом на 31 березня 2011 року:
|          | Загалом | Допрацездатний вік | Працездатний вік | Постпрацездатний вік |
| -------- | ------- | ------------------ | ---------------- | -------------------- |
| Чоловіки | 76      | 15                 | 54               | 7                    |
| Жінки    | 75      | 12                 | 48               | 15                   |
| Разом    | 151     | 27                 | 102              | 22                   |